# Kincstári rendszer
A kincstári rendszer lényege, hogy keretében nem pénzeszközökkel való gazdálkodás, hanem az államháztartás pénzeszközeinek hatékony felhasználása és előirányzatokkal való gazdálkodás zajlik. A Kincstár előirányzat-felhasználási keretet bocsát rendelkezésre. A kincstári körön belül az előirányzatok átvezetésével történnek az egymás közti fizetések. Kincstári körön kívülre nyúlva az előirányzott keret pénzeszközzé válik.

## Résztvevői
Kincstári körbe tartozik:
- központi költségvetés
- központi költségvetési szervek
- társadalombiztosítás
  - pénzügyi alapjai
  - társadalombiztosítási költségvetési szervek
  - rendelkezésükbe utalt előirányzatok
- elkülönített állami pénzalapok
- a Magyar Tudományos Akadémia

### Kincstári pénzforgalmi számlatulajdonosok
- Megyei és regionális területfejlesztési tanácsok
- Országos Rádió és Televízió Testület
- Műsorszolgáltatási Alap
- Az Országgyűlés által alapított közalapítványok
- Az Országgyűlés által létrehozott szervezetek

### Kincstári ügyfelek
- kincstári körbe tartozó költségvetési szerv
- társadalombiztosítási alap
- elkülönített állami pénzalap

## A Magyar Államkincstár
A Magyar Államkincstár önálló jogi személyiséggel rendelkező, önállóan gazdálkodó központi költségvetési szerv. Szakmai felügyeletét a pénzügyminiszter gyakorolja. 
Fő feladata az államháztartás alrendszerei költségvetései végrehajtásának pénzügyi lebonyolításában fogalmazható meg. Továbbá: 
- költségvetések végrehajtásához kapcsolódó ügyviteli és ellenőrzési feladatok
- a Magyar Állam nevében ellátott feladatok, például államadósság kezelése, az állam által nyújtott hitelek nyilvántartása
- a központi költségvetés nevében likviditási hitel nyújtása
- pénzforgalmi szolgáltatások nyújtása

A kincstári kör számára a Kincstár térítésmentes szolgáltatásként végzi feladatát. Azon szervezetek egymás közötti elszámolásait, amelyek a kincstári körbe tartoznak, átvezetéssel kell elszámolni. Pénzforgalmi ügyletek lebonyolítására a Kincstár a Magyar Nemzeti Banknál vezetett kincstári egységes számlát alkalmazza.

## Külső hivatkozások
- Dr. Sóvágó Lajos: Államháztartási ismeretek